# Pagno
Pagno là một đô thị tại tỉnh Cuneo trong vùng Piedmont của Italia, vị trí cách khoảng 50 km về phía tây nam của Torino và khoảng 30 km về phía tây bắc của Cuneo. Tại thời điểm ngày 31 tháng 12 năm 2004, đô thị này có dân số 564 người và diện tích 8,4 km².
Pagno giáp các đô thị: Brondello, Castellar, Manta, Piasco, Revello, Saluzzo, Venasca và Verzuolo.